# Grinnall Specialist Cars

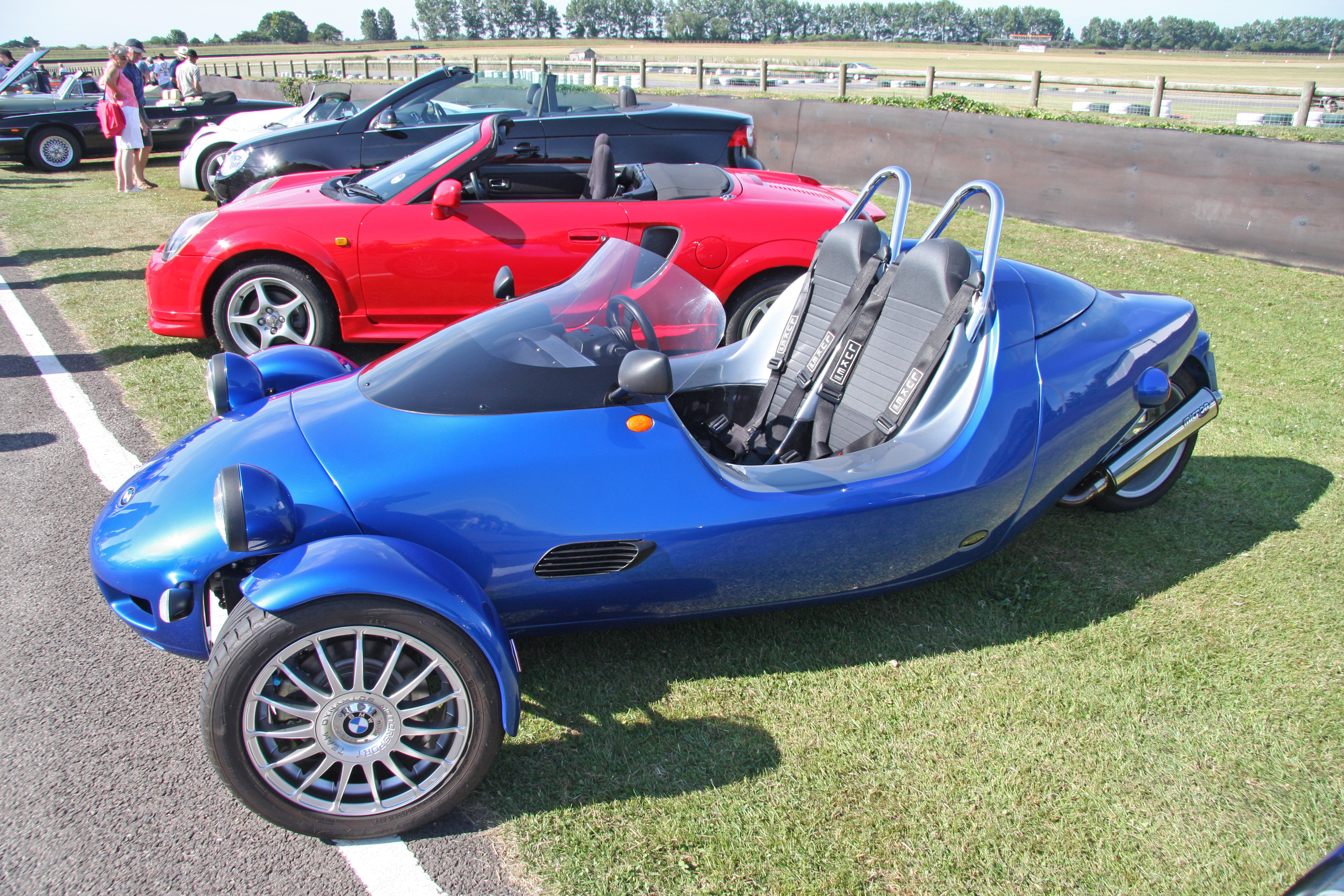
Grinnall Scorpion III

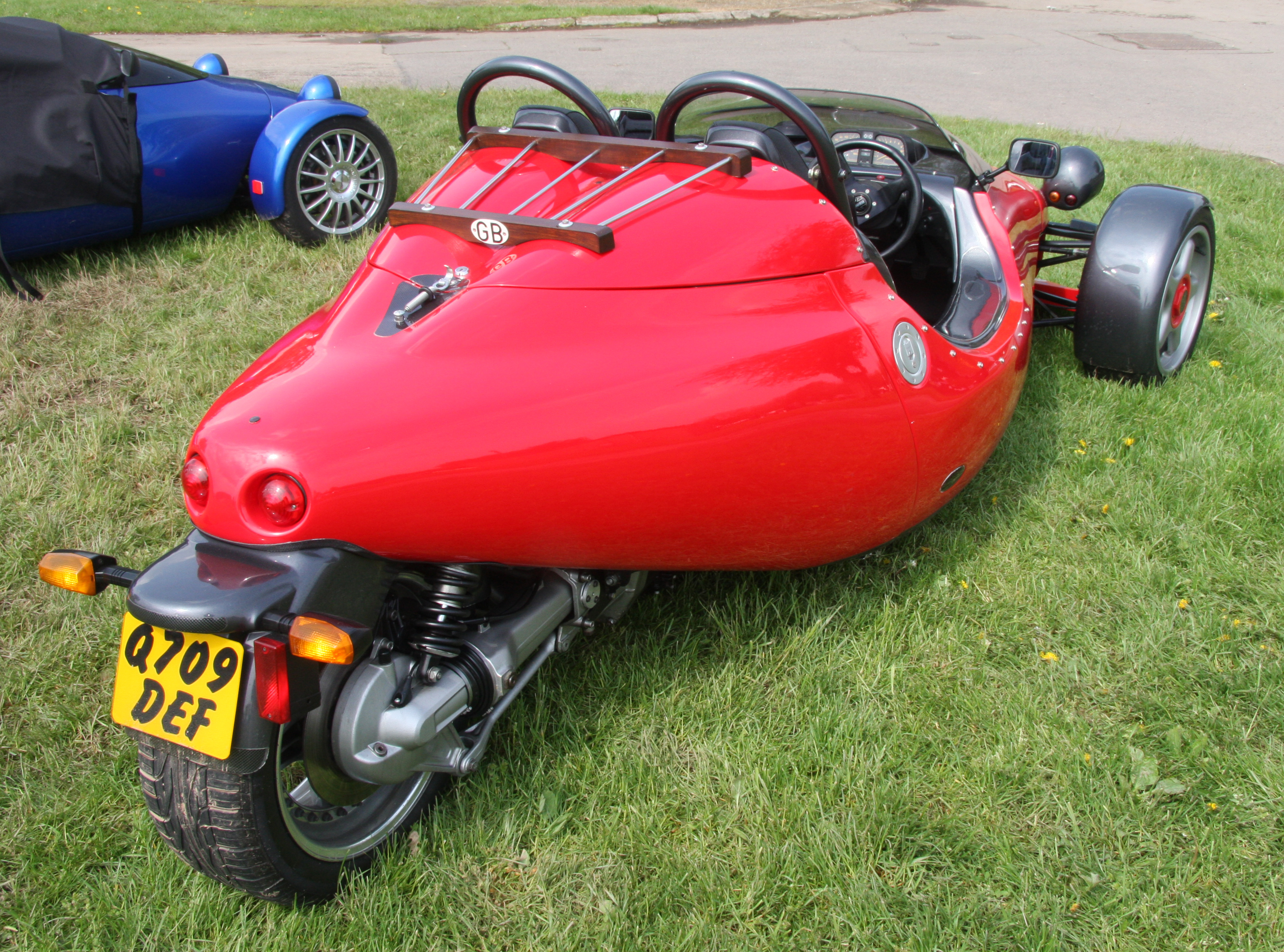
Scorpion III, Heckansicht

Grinnall Specialist Cars, vorher Grinnall Cars Ltd., ist ein britischer Hersteller von Automobilen.

## Unternehmensgeschichte
Mark Grinnall gründete 1982 das Unternehmen Grinnall Cars Ltd. in Stourport-on-Severn. Später zog das Unternehmen nach Bewdley und firmiert seitdem als Grinnall Specialist Cars. Der Markenname lautet Grinnall.

## Fahrzeuge
Anfangs, 1982, modifizierte Grinnall Fahrzeuge von Triumph.
1990 begann die Produktion von selbst entwickelten Automobilen.
Das Modell Scorpion III ist ein Dreirad, bei dem sich das einzelne Rad hinten befindet. Ein wassergekühlter Vierzylindermotor von BMW ist in Mittelmotorbauweise vor dem Hinterrad montiert. Zur Wahl stehen Motoren mit 1100 cm³ Hubraum und 100 PS, 1200 cm³ Hubraum und 110 PS, 135 PS und 170 PS sowie 1300 cm³ Hubraum und 180 PS. Die offene Karosserie, entworfen von Steve Harper, besteht aus Fiberglas und bietet Platz für zwei schlanke Personen neben einander. Bis 1998 entstanden über 150 Fahrzeuge. Bis März 2000 entstanden etwa 200 Fahrzeuge.
1998 begannen die Arbeiten am vierrädrigen Scorpion IV. Zwischen 2000 und 2005 wurden Prototypen präsentiert. 2005 begann die Produktion. Ein Vierzylindermotor von Audi mit 1800 cm³ Hubraum treibt die Fahrzeuge an.
1999 begann die Entwicklung eines Dreirades mit einzelnem Vorderrad, dessen Front einem Motorrad entspricht. Basis des Modells R 3 T bildet die Triumph Rocket III von Triumph Motorcycles. Beim Motor handelt es sich um einen Dreizylindermotor mit 2300 cm³ Hubraum. Daneben gibt es die Modelle 1150 R, 1200 C und 1200 CL auf BMW-Basis.